# Jordi Cortada i Argilés
Jordi Cortada i Argilés (Lleida, 1921 - 21 de desembre de 2008) va ser un empresari català del sector del cinema. Va començar treballant als 7 anys al Teatre Victòria de Lleida, propietat dels seus pares. Durant la guerra civil espanyola va combatre amb l'Exèrcit Popular de la República i en acabar el conflicte va marxar un temps a França. Després va tornar a Lleida, on va recuperar les empreses de la seva família. va gestionar el Teatre Victòria i el Teatre Principal, estrenat el 1951 i que es convertirà en una icona de la ciutat de Lleida, ja que s'hi estrenaren pel·lícules com Gilda i La guerra de les galàxies, i hi actuaren la companyia d'Adolfo Marsillach i Els Joglars. Fins a la seva defunció va dirigir el Grup Principal, que controla el Teatre Principal, els cinemes Rambla, les 16 sales del complex JCA a Alpicat obertes en el 2007 i els multicinemes JCA a Valls.
Entre altres premis el 2002 va rebre la Medalla al treball President Macià i el 2007 va rebre el premi Sant Jordi de Cinematografia Un carrer de Lleida porta el seu nom.